# Arazane
Arazane  (in arabo ارزان‎?) è un centro abitato e comune rurale del Marocco situato nella provincia di Taroudant, regione di Souss-Massa. Conta una popolazione di 7 999 abitanti (censimento 2014).